# 방황하는 칼날
방황하는 칼날(일본어: さまよう刃)은 히가시노 게이고의 장편 소설로, 주간 아사히에서 연재되었다. 현재까지 150만부 이상 팔린 베스트셀러이다. 2009년, 마시코 쇼이치 감독, 데라오 아키라 주연으로 영화화되었다. 2014년에는 대한민국에서 이정호 감독, 정재영 주연으로 영화화되었다.

## 줄거리
한 아이의 아버지는 하나뿐인 딸을 잃은 피해자가 되고, 이제는 살인자가 되었다. 버려진 동네 목욕탕에서 싸늘한 시체로 발견된 여중생 수진. 아버지 상현(정재영)은 하나뿐인 딸의 죽음 앞에 무력할 뿐이다. 그러던 어느 날 상현에게 범인의 정보를 담은 익명의 문자 한 통이 도착한다. 그리고 문자 속 주소대로 찾아간 그 곳에서 소년들에게 성폭행을 당하며 죽어가는 딸의 동영상을 보고 낄낄거리고 있는 철용을 발견한다. 순간, 이성을 잃고 우발적으로 철용을 죽인 상현은, 또 다른 공범의 존재를 알게 된 후, 무작정 그를 찾아 나선다. 한편, 수진이 살인사건의 담당형사 억관(이성민)은 철용의 살해현장을 본 후, 상현이 범인임을 알아차리고 그를 추격하기 시작한다.

## 영화
- 《방황하는 칼날》는 2009년에 개봉한 일본의 영화 작품이다.
- 《방황하는 칼날》는 2014년에 개봉한 대한민국의 영화 작품이다.
- 《방황하는 칼날》는 2021년에 방송한 일본의 텔레비전 드라마 작품이다.